# Agostino Ciasca
Agostino Ciasca (né le 7 mai 1835 à Polignano a Mare, dans l'actuelle province de Bari, dans les Pouilles, alors dans le royaume des Deux-Siciles et mort le 6 février 1902 à Rome) est un cardinal italien de la fin du XIXe siècle et du début du XXe siècle. Il est membre de l'ordre des augustins.

## Biographie
Agostino Ciasca exerce diverses fonctions au sein de la Curie romaine, notamment comme préfet des Archives secrètes du Vatican. Il est élu archevêque titulaire de Larissa-en-Thessalie en 1891 et est consacré le 7 juin de la même année par Mariano Rampolla del Tindaro avec comme co-consécrateurs Guglielmo Pifferi (de) et Luigi Sepiacci. Ciasca est secrétaire pour les affaires orientales de la « Congrégation pour la Propaganda Fide » et président du synode provinciale de Lviv des Ruthéniens et pro-secrétaire de la « Congrégation pour la Propaganda Fide ».
Le pape Léon XIII le crée cardinal lors du consistoire du 18 juin 1899. Il publie beaucoup sur la théologie, les études de la Bible et les langues orientales, notamment le copte et l'arabe.